# Danmarks konge gennem 25 Aar
Danmarks konge gennem 25 Aar er en dansk portrætfilm fra 1937.

## Handling
En kavalkade af begivenheder fra Hans Majestæt Kong Christian 10.'s regeringstid 1912-1937.

## Medvirkende
- Kong Christian 10.